# Zoyapexco
Zoyapexco är en ort i Mexiko.   Den ligger i kommunen Atlixtac och delstaten Guerrero, i den sydöstra delen av landet, 200 km söder om huvudstaden Mexico City. Zoyapexco ligger 1 477 meter över havet och antalet invånare är 425.
Terrängen runt Zoyapexco är huvudsakligen kuperad. Zoyapexco ligger nere i en dal. Runt Zoyapexco är det ganska glesbefolkat, med 43 invånare per kvadratkilometer. Närmaste större samhälle är Chilapa de Alvarez, 16,4 km väster om Zoyapexco. I omgivningarna runt Zoyapexco växer huvudsakligen savannskog.